# Johannes Beermann

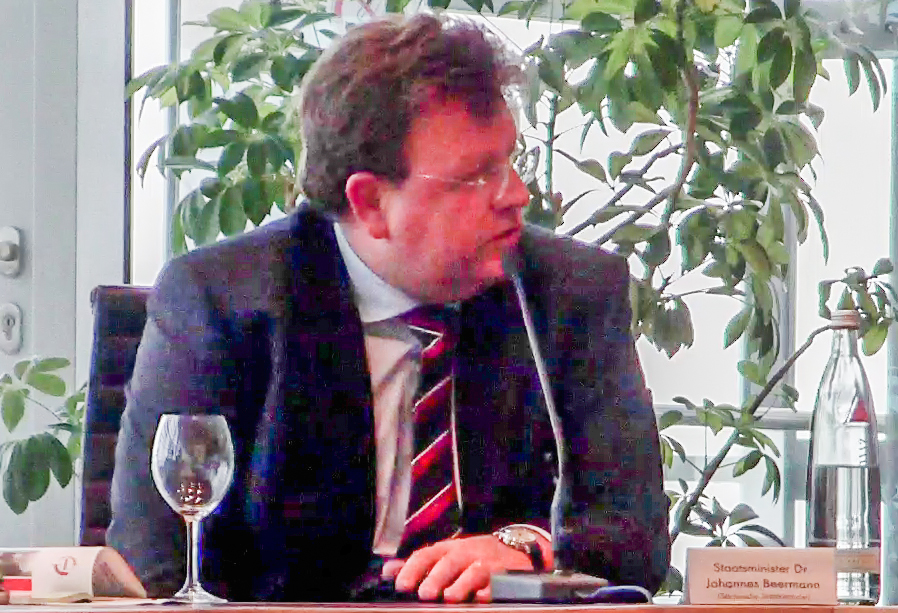
Johannes Beermann im Mai 2010

Karl Johannes Beermann (* 17. November 1960 in Emsdetten) ist ein deutscher Politiker (CDU) und Jurist. Von 2008 bis 2014 war er Chef der Sächsischen Staatskanzlei. Von Januar 2015 bis Dezember 2022 war er Mitglied im Vorstand der Deutschen Bundesbank.

## Leben
Nach dem Abitur nahm Beermann ein Studium der Rechtswissenschaft an der Ludwig-Maximilians-Universität München auf, das er 1985 mit dem ersten und 1988 mit dem zweiten juristischen Staatsexamen abschloss. 1990 promovierte er an der Westfälischen Wilhelms-Universität in Münster zum Dr. jur. Thema: „Verwirkung und Vertrauensschutz im Steuerrecht“.
Beermann leitete von 2002 bis 2003 den Malteser Hilfsdienst in der Diözese Limburg. Als Nachfolger Graf Walderdorffs übernahm er 2002 das Amt des Diözesanleiters. Mit seinem Wechsel nach Berlin übergab er im Jahr 2003 das Amt an seinen Nachfolger Graf Khevenhüller-Metsch.
Er war von 2003 bis 2008 Generalbevollmächtigter und Pressesprecher der Fundus-Gruppe unter Anno August Jagdfeld, die wegen der Schieflage bei einigen geschlossenen Immobilienfonds des Öfteren in der Kritik steht. Ein erhebliches Medienecho erreichte hierbei die Diskussion um das Luxushotel in Heiligendamm im Zusammenhang mit dem G8-Gipfel 2007. Vom 10. August 2007 bis zum 18. Juni 2008 war Beermann Mitglied des Aufsichtsrats der Deutsche Real Estate AG, davon seit dem 13. März 2008 Vorsitzender dieses Gremiums.
Beermann arbeitete als Rechtsanwalt bei der Berliner Kanzlei Rödl Enneking & Partner, einer Tochter der Prüfungs- und Beratungsgesellschaft Rödl & Partner. Seit 2008 und der Tätigkeit als sächsischer Staatsminister übt er seinen Beruf als Rechtsanwalt nicht aus.
Beermann ist verheiratet und hat drei Kinder, zwei Söhne und eine Tochter. Er lebt in Berlin.

## Politik
Beermann ist Mitglied der CDU. Im Jahr 1995 wurde er Staatsrat in der Freien Hansestadt Bremen. Im Jahr 1999 wurde er Bevollmächtigter des Landes Hessen beim Bund im Rang eines Staatssekretärs und löste in dieser Funktion Norbert Schüren ab. Er verblieb in dieser Funktion bis 2003. Nachfolger wurde Jochen Riebel.
Im Juni 2008 wurde er durch Ministerpräsident Stanislaw Tillich zum Chef der Sächsischen Staatskanzlei berufen (Kabinett Tillich I) und im September 2009 bestätigt (Kabinett Tillich II). Beermann war bereits im Anschluss an die Deutsche Wiedervereinigung nach Sachsen abgeordnet worden, wo er zuletzt in der Staatskanzlei tätig war. 
Von 1996 bis 1999 war Beermann als Vertreter Bremens Mitglied des ZDF-Fernsehrates. Bis zum 30. September 2008 war Beermann Mitglied des Aufsichtsrats der Pro-Funk Gesellschaft für Rundfunkförderung im In- und Ausland mit beschränkter Haftung. Seit 2008 vertritt er im ZDF-Fernsehrat Sachsen und ist zudem Mitglied des Programmbeirates des Senders ARTE. Zudem ist er Mitglied des Aufsichtsrats der Mitteldeutschen Medienförderung seit 1. August 2008.
Von der Sächsischen Landesregierung wurde er im Juni 2013 dem Bundesrat als Kandidat für die Nachfolge von Rudolf Böhmler im Vorstand der Deutschen Bundesbank vorgeschlagen. Im Januar 2015 trat er den Vorstandsposten an und schied zum 31. Dezember 2022 aus dem Vorstand aus. Beermann war zuständig für die Bereiche Verwaltung, Bau, Vergabewesen, Controlling und Bargeld.

## Veröffentlichungen
- Verwirkung und Vertrauensschutz im Steuerrecht. Dissertation. Waxmann, Münster 1991, ISBN 3-89325-085-9
- als Hrsg.: 20 Jahre Euro. Zur Zukunft unseres Geldes. Siedler, München 2022, ISBN 978-3-8275-0165-3
- Sachsens Silber, Gold und Geld. Sächsische Zahlungsmittel in der Sammlung der Deutschen Bundesbank, für die Deutsche Bundesbank herausgegeben von Johannes Beermann, München 2022, ISBN 978-3-7774-3989-1.